# 워너 브라더스의 영화 목록
워너 브라더스의 영화 목록은 다음 목록을 포함한다.
- 워너 브라더스의 영화 목록 (1990-1999년)
- 워너 브라더스의 영화 목록 (2000-2009년)
- 워너 브라더스의 영화 목록 (2010-2019년)
- 워너 브라더스의 영화 목록 (2020-2029년)